# Franklinton (Carolina del Nord)
Franklinton è una città degli Stati Uniti d'America situata nella Carolina del Nord, nella Contea di Franklin.